# Aeroportul Miyakejima
Aeroportul Miyakejima (IATA: MYE, ICAO: RJTQ) este un aeroport din Miyake⁠(d), Miyake Subprefecture⁠(d), Tōkyō, Japonia ce deservește zona Miyakejima⁠(d). Aeroportul a fost tranzitat în decembrie 2020 de 1.906 pasageri. A fost deschis în martie 1966 și numit după zona deservită.
Situat la o altitudine de 20 m, aeroportul dispune de o singură pistă. Este operat de Tokyo Metropolitan Government Bureau of Port and Harbor‎⁠(d).